# Acrolophus griseus
Acrolophus griseus är en fjärilsart som beskrevs av Walsingham 1887. Acrolophus griseus ingår i släktet Acrolophus och familjen Acrolophidae. Inga underarter finns listade i Catalogue of Life.